# Metilmalonil-CoA descarboxilasa

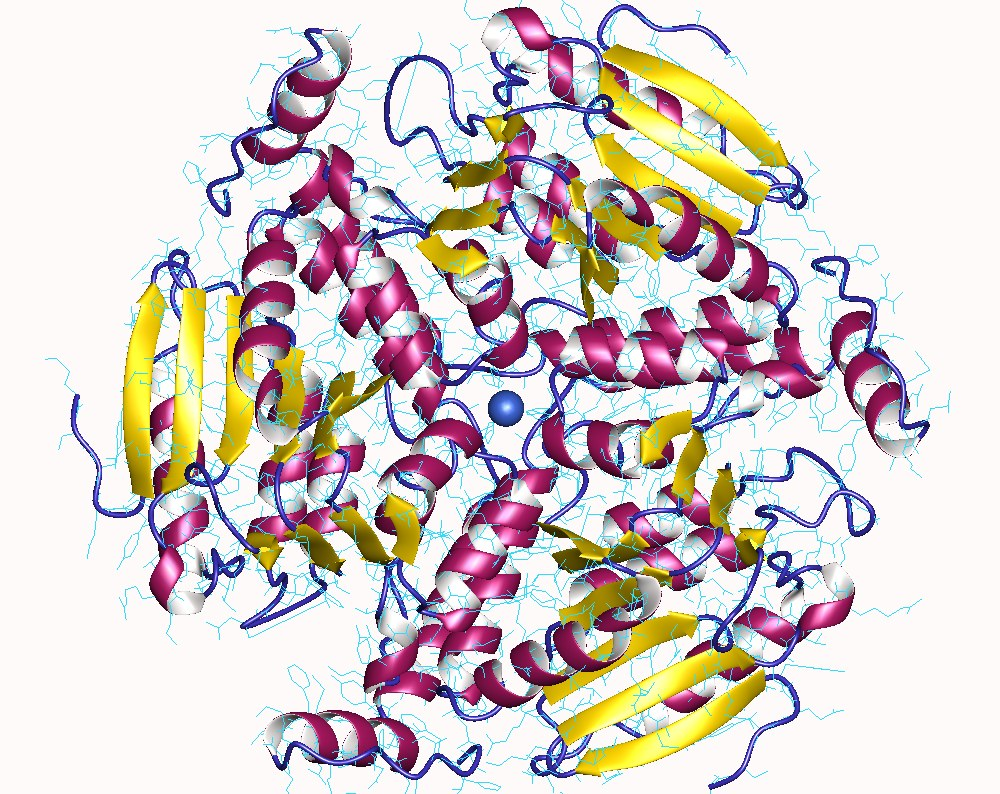
Metilmalonil-CoA descarboxilasa trimer, E.Coli.

La metilmalonil-CoA descarboxilasa (EC 4.1.1.41) es una enzima que cataliza la descarboxilación del metilmalonato a propanoato y dióxido de carbono. Requiere como cofactor biotina.
S-metilmalonil-CoA {\displaystyle \rightleftharpoons } Propanoil-CoA + CO2
La enzima de la Veillonella alcalescens es una biotinil-proteína que requiere sodio y actúa como una bomba de sodio. La enzima de la Escherichia coli se presenta como dímero de homotrímeros.